# فروع كلوية للعصب المبهم
الفروع الكلوية للعصب المبهم هي فروع صغيرة توفر التغذية العصبية اللاودية للكلى .